# CD Bidasoa
Club Deportivo Bidasoa (officiellt: Bidasoa Irún) är en spansk handbollsklubb från Irun i Baskien, bildad 1962.

## Officiella klubbnamn
- 1990–2000: Elgorriaga Bidasoa
- 2000–2004: CD Bidasoa
- 2004–nuvarande: Bidasoa Irún

## Meriter

### Internationellt
- Champions League-mästare 1995
- Cupvinnarcupmästare 1997

### Inhemskt
- Spanska mästare 1987 och 1995
- Copa del Rey: 1991/1992 och 1995/1996
- Copa Asobal 1992/1993
- Supercopa Asobal 1995/1996

## Spelare i urval
- Julen Aguinagalde (1999–2006, 2020–)
- Mladen Bojinović (2000–2001)
- Patrick Cazal (1999–2002)
- Oleg Chodkov (2001–2003)
- Jovica Cvetković (1988–1989)
- Aitor Etxaburu (1993–2001)
- Julio Fis (1999–2000)
- Alfreð Gíslason (1989–1991)
- Oleg Kiseljov (1994–1996)
- Robert Lechte (2003–2005)
- Dawid Nilsson (2005–2007)
- Jordi Núñez (1995–1997)
- Marco Oneto (2005–2007)
- Nenad Peruničić (1994–1997)
- Tomas Svensson (1992–1995)
- Bogdan Wenta (1989–1993)